# 澳洲日报
《澳洲日报》（英語：Daily Chinese Herald），是澳大利亚的澳洲中文报业集团旗下的一份中文報紙，每周一至每周六出版。
中国国内媒体在报道澳大利亚相关新闻时，经常引用澳洲日报的文章以及评论。

## 内容
该报纸的内容包含政治，商业，体育，财经，娱乐，还有多个专栏作家的作品。
有电子版本。

## 参見
- 澳洲國立圖書館
- 澳洲中文报业